# ESP (guitarres)

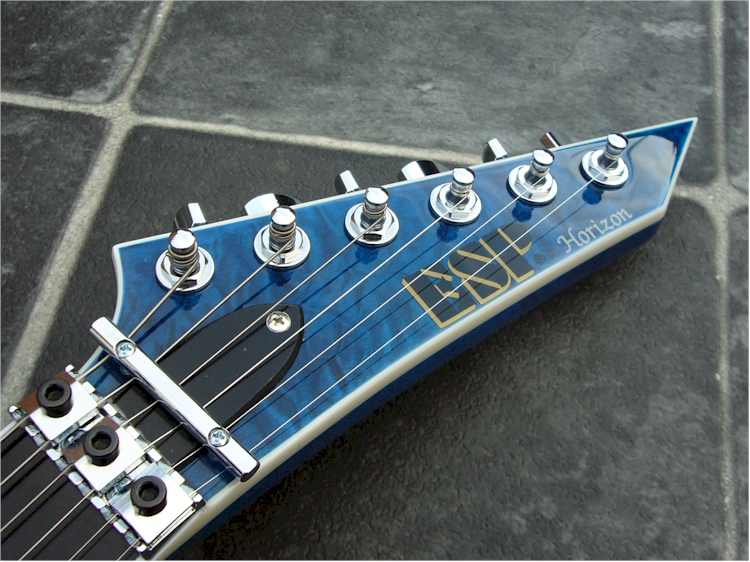
Exemple de claviller d'una ESP

The ESP Guitar Company, Limited (Kabushiki Gaisha Ī Esu Pī), és una companyia que fabrica guitarres i baixos.
Originària del Japó, i la seva seu central es troba en North Hollywood, Los Angeles (Califòrnia, EUA).